# Sterculia euosma
Sterculia euosma är en malvaväxtart som beskrevs av William Wright Smith. Sterculia euosma ingår i släktet Sterculia och familjen malvaväxter. Inga underarter finns listade i Catalogue of Life.